# Włodzimierz Kotowski

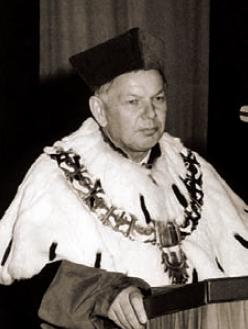
Włodzimierz Kotowski

Włodzimierz Wacław Kotowski (* 28. Juni 1928 in Starogard Gdański) ist ein polnischer Hochschulprofessor und Ingenieur. Er hat sich vor allem im Bereich des Umweltschutzes, der Chemie und alternativer Energieerzeugung verdient gemacht.

## Werdegang
Kotowski absolvierte zunächst 1947 bis 1950 eine technische Berufsausbildung in Danzig. Nach einigen Jahren als Chemiker in einem Werk in Oświęcim begann er ein Studium an der Abendschule in Krakau, das er 1954 als Ingenieur abschloss. An der polytechnischen Hochschule in Gliwice erlangte er den akademischen Grad eines Magisters, ebenda folgte 1964 seine Promotion und 1968 seine Habilitation. Er wurde 1964 Mitglied der Polnischen Vereinigten Arbeiterpartei. Nach Beendigung seiner Studien wurde er zum Leiter der chemischen Betriebe in Kędzierzyn-Koźle ernannt. Zwischen 1973 und 1976 war er Direktor einer petrochemischen Raffinerie in Płock. 1985 begann er in der Lehre zu arbeiten und wurde 1988 Professor an der Ingenieurshochschule in Opole, der er unter anderem von 1987 bis 1990 als Rektor vorstand.